# Dimas Lara Barbosa
Dimas Lara Barbosa (ur. 1 kwietnia 1956 w Boa Esperança) – brazylijski duchowny katolicki, arcybiskup Campo Grande od 2011.

## Życiorys

### Prezbiterat
3 grudnia 1988 otrzymał święcenia kapłańskie. Pracował duszpastersko na terenie diecezji São José dos Campos, był także m.in. wicerektorem studiów filozoficznych i dyrektorem kursu propedeutycznego w miejscowym seminarium, a także sekretarzem Krajowego Instytutu Duszpasterskiego (2000-2003).

### Episkopat
11 czerwca 2003 został mianowany biskupem pomocniczym archidiecezji Rio de Janeiro, ze stolicą tytularną Megalopolis in Proconsulari. Sakry biskupiej udzielił mu kard. Eusébio Scheid. W latach 2007–2011 był także sekretarzem Konferencji Episkopatu Brazylii.
4 maja 2011 został mianowany arcybiskupem diecezji Campo Grande, w stanie Mato Grosso do Sul.
19 maja 2011 wybrany na czteroletnią kadencję II wiceprzewodniczącym CELAM.